# بلا (پیروت)
بلا (به صربی: Bela) یک منطقهٔ مسکونی در صربستان است که در پیروت واقع شده‌است. بلا ۳۷ نفر جمعیت دارد.